# Juan Wessel Gansfort
Johan Wessel Gansfort (1419 - 4 de octubre de 1489) fue un teólogo y uno de los primeros humanistas de los Países Bajos.

## Inicios
Wessel nació en Groninga, ciudad de los Países Bajos, en 1419. En su época, el siglo XV, pocas personas tenían la dicha de poder asistir a la escuela. Él fue uno de los pocos privilegiados, y supo aprovechar de forma excepcional sus estudios. Lamentablemente, a la edad de nueve años se vio obligado a deja la escuela debido a la pobreza extrema de sus padres. Pero hubo una dama viuda de mucho dinero que se enteró de su inteligencia y se ofreció a pagarle los estudios. El joven Wessel pudo continuar su educación. Con el tiempo obtuvo el grado de maestro en Artes y, al parecer, también el título de doctor en Teología.
Wessel tenía una insaciable sed de conocimiento, pero no existían muchas bibliotecas. Y aunque en su tiempo se inventó la imprenta de tipos móviles, la mayoría de los libros seguían escribiéndose a mano y resultaban muy costosos. Así que un grupo de eruditos, del que Wessel formaba parte, iban de biblioteca en biblioteca y de monasterio en monasterio en busca de manuscritos raros y libros olvidados, para luego compartir sus hallazgos unos con otros. Wessel copió páginas y páginas de citas y pasajes de obras clásicas, y acumuló tan gran caudal de conocimientos, que otros teólogos a menudo desconfiaban de él, pues sabía muchas cosas de las que ellos jamás habían oído siquiera. Muchos llegaron a apodarlo “el maestro de las contradicciones”.

## "¿Por qué no me dirige a Cristo?"
Unos cincuenta años antes de la Reforma, Wessel conoció a Tomás de Kempis (c. 1379 – 1471), generalmente aceptado como el autor de la famosa obra La Imitación de Cristo. Tomás de Kempis pertenecía a los Hermanos de la Vida Común, una fraternidad que enfatizaba la necesidad de vivir con devoción. Cierto biógrafo[cita requerida] de Wessel dice que Tomás de Kempis en varias ocasiones lo instó a acudir a María para pedirle ayuda, hasta que Wessel le replicó: “¿Por qué no me dirige a Cristo, quien bondadosamente invita a todo el que esté cargado a acudir a él?”, basándose en Salmo 55,22 y 1 Pedro 5,7.
Se dice[cita requerida] que Wessel se oponía a la idea de recibir las órdenes sacerdotales. Cuando se le preguntó por qué rechazaba la tonsura, respondió que no tenía miedo de la horca mientras conservara íntegra su capacidad de pensar. A lo que se refería era al hecho de que los sacerdotes no podían ser procesados; de hecho, parece que la tonsura sí salvó a muchos de ellos de la horca. Además, Wessel se pronunció en contra de algunas prácticas religiosas comunes. Cuando lo criticaron por negarse a creer en los milagros que recogía cierto libro popular de sus días, el Diálogo de milagros, él dijo: “Sería mejor leer las Santas Escrituras”.

## "Sabemos tanto como preguntamos"
Wessel estudió hebreo y griego, y adquirió un extenso conocimiento de los escritos de los Padres de la Iglesia primitiva. Su amor por las lenguas originales de la Biblia fue particularmente sobresaliente, tomando en cuenta que precedió a Erasmo de Róterdam y Johannes Reuchlin. Antes de la Reforma, pocas personas sabían griego. En Alemania  solo un puñado de eruditos tenían conocimiento de idioma, y no existían ayudas para aprenderlo. Al parecer[cita requerida], tras la caída de Constantinopla, ocurrida en 1453, Wessel adquirió ciertas nociones del idioma de unos monjes griegos que habían huido a Occidente. En cuanto al idioma hebreo, que en aquellos tiempos estaba limitado a los judíos, es posible que Wessel haya aprendido lo básico de unos judíos conversos.
Wessel amaba mucho la Biblia. La consideraba inspirada por Dios y creía que todos sus libros armonizaban totalmente unos con otros. Para él, la interpretación de los pasajes bíblicos tenía que hacerse de acuerdo con el contexto y sin distorsiones, y decía que cualquier explicación forzada debería considerarse sospechosa de herejía. Unos de sus pasaje favoritos era Mateo 7:7, que dice: “Sigan buscando, y hallarán”. Basándose en este versículo, Wessel tenía la firme convicción de que es bueno hacer preguntas, pues razonaba que “sabemos tanto como preguntamos”.

## Una petición sorprendente
En 1473, Wessel visitó Roma y obtuvo audiencia ante el papa Sixto IV, el primero de seis pontífices máximos cuya escandalosa conducta inmoral llevó finalmente a la Reforma protestante. La historiadora Barbara Tuchman afirma que Sixto IV introdujo un período de “búsqueda desenfrenada, abierta e implacable de lucro personal y poder político”. Este Papa asombró a la opinión pública por su descarado nepotismo. Otro historiador escribe que sus intenciones tal vez eran convertir el papado en un negocio familiar[cita requerida]. Pocos se atrevían a condenar sus abusos.
Pero Juan Wessel Gansfort era distinto. Un día, Sixto le dijo: “Hijo, pide lo que quieras, y te lo daremos”. Wessel respondió sin titubear: “Santo padre, dado que vuestras merced es el más alto sacerdote y pastor de toda la Tierra, os pido... que cumpláis con vuestro elevado deber de tal modo que, cuando el Gran Pastor de las ovejas llegue, pueda deciros: ‘Muy bien, siervo bueno y fiel, entra en el gozo de tu Señor’ ” (apoyándose en Mateo 24:45-47). La respuesta de Sixto fue que eso le correspondía a él, y que Wessel debería solicitar algo para sí mismo. A lo que contestó: “Entonces os pido que me deis una Biblia griega y una hebrea de la Biblioteca del Vaticano”. El Papa le otorgó su petición, no sin antes comentar que había sido un tonto al no pedir el obispado.

## "Un error y una mentira"
Sixto necesitaba con urgencia una fuente de ingresos para la construcción de la hoy famosa Capilla Sixtina, por lo que recurrió a la venta de indulgencias a favor de los difuntos. Las indulgencias se convirtieron en un rotundo éxito: “Viudos y viudas, padres acongojados lo gastaban todo tratando de sacar del purgatorio a sus seres queridos”, señala la obra Vicarios de Cristo. La cara oculta del Papado[cita requerida]. La gente común acogió las indulgencias con entusiasmo, con la creencia de que el papa podía garantizarle que sus seres amados irían al cielo.
No obstante, Wessel estaba totalmente convencido de que la Iglesia católica –el papa incluido- carecía de la potestad de perdonar pecados, y condenó abiertamente la venta de indulgencias como “un error y una mentira”. Tampoco creía que confesarse ante un sacerdocio fuera necesario para obtener el perdón de los pecados.
Cuestionó, además, la infalibilidad del papa diciendo que los fundamentos de la fe serían débiles si la gente tuviera que creer siempre en los papas, dado que cometen errores. Wessel escribió: “Si los prelados hacen a un lado los mandamientos de Dios y establecen sus propios mandamientos humanos, o que hacen y mandan es inútil”[cita requerida].

## Precursor de la Reforma
Wessel murió en 1489. Y aunque se opuso a algunos de los males de la Iglesia, nunca dejó de ser católico y la Iglesia nunca lo tachó de hereje. Tras su muerte, sin embargo, unos monjes fanáticos intentaron destruir sus escritos porque no los consideraban puros. Para los tiempos de Lutero, el nombre de Juan Wessel Gansfort casi se había olvidado por completo, ninguna de sus obras se habían impreso y muy pocos de sus manuscritos habían sobrevivido. La primera edición de las obras de Wessel se publicó finalmente entre 1520 y 1522, con una carta del puño y letras de Lutero, quien personalmente recomendaba su lectura.
Aunque –a diferencia de Lutero- Wessel no era un reformador, sí condenó de forma abierta algunos de los males que condujeron a la Reforma. De hecho, la Cyclopedia de McClintock y Strong lo llama “el más importante de los hombres de extracción alemana que contribuyeron a preparar el camino para la Reforma”.
Lutero vio un aliado en Wessel. El escritor C. Augustijn señala: “Lutero compara su propia época y situación con la de Elías. Tal como el profeta pensaba que él era el único que quedaba para luchar las batallas de Dios, así Lutero sentía que estaba totalmente solo en sus luchas contra la Iglesia. Pero, al leer las obras de Wessel, comprendió que el Señor había salvado a ‘un resto en Israel’ ”. El mismo escritor añade: “Lutero llega al punto de afirmar: ‘Si yo hubiese leído sus obras antes, mis enemigos dirían que lo había asimilado todo de Wessel, por ser su espíritu tan acorde al mío’ ”.

## "Y hallarán"
La Reforma no se produjo de manera repentina. De hecho, la corriente de ideas que condujeron a ella no era nada nuevo. Wessel se dio cuenta de que, a la larga, la decadencia de los papas generaría en la gente el deseo de un cambio. En cierta ocasión le dijo a uno de sus estudiantes: “Joven estudioso, verás el día en que las enseñanzas de teólogos discutidores serán rechazadas por todos los eruditos del verdadero cristianismo”.
Aunque Wessel se percató de algunos de los males y abusos de sus días, fue incapaz de revelar la verdad bíblica en todo su esplendor. Con todo, para él, la Biblia era un libro que debía leerse y estudiarse. “Arguyó que la Biblia, siendo inspirada por el Espíritu Santo, es la autoridad final en asuntos de fe”, según el libro Historia del cristianismo, teniendo en cuenta la cita bíblica de 2 Timoteo 3:16. Pero a diferencia de aquel tiempo, las verdades bíblicas ya no son oscuras ni difíciles de encontrar, pues hoy, más que nunca antes, se cumple el principio bíblico favorito de Wessel: “Sigan buscando, y hallarán”.